# Niuginitrichia peregai
Niuginitrichia peregai är en nattsländeart som beskrevs av Wells 1990. Niuginitrichia peregai ingår i släktet Niuginitrichia och familjen smånattsländor. Inga underarter finns listade i Catalogue of Life.